# Асанас
Асана́с (также Ашанас и Эшнас) — средневековое городище в 48 км к юго-востоку от города Кызылорда. В письменных источниках упоминается со времен монгольского нашествия (1220 г.). Тогда город был разгромлен, большая часть населения погибла. Позже был восстановлен и просуществовал до XV века. Исследовано в 1899 году  В. А. Каллауром, в 1960—1961 годах и 1968 году Хорезмской археологической экспедицией под руководством Н. Н. Вактурской. Расположено на высохшем русле реки Асанас. Размеры цитадели 40×50 м, высота — 14 м. Длина стены шахристана, окружавшей центральную часть Асанаса, — 300 м, малой стены — 200 м. Ширина остатков ограждения 15 м, высота 5 м. Глиняная посуда и другие археологические находки датируют городище VI—XV веками.